# The Mar-Keys
The Mar-Keys var en amerikansk soulgrupp bildad år 1958 i Memphis, Tennessee. 
År 1961 fick gruppen en stor hit med låten "Last Night", som anses ha haft stort inflytande på soulmusiken. The Mar-Keys fick ytterligare en liten hit med uppföljarsingeln "Pop-Eye Stroll", men det är för "Last Night" som gruppen är ihågkommen. Medlemmar i gruppen gick senare över till Booker T. Jones grupp Booker T. and the MG's.
The Bar-Kays lekte lite med den legendariska gruppens namn när de bildade sin grupp år 1966.

## Medlemmar
- Steve Cropper - gitarr
- Charlie "Redman" Freeman - gitarr
- Donald "Duck" Dunn - bas
- Charles "Packy" Axton - tenorsax
- Floyd Newman - saxofon, sång
- Don Nix - saxofon
- James Terry Johnson - piano, trummor
- Wayne Jackson - trombon, trumpet
- Jerry Lee "Smoochie" Smith - keyboard
- Booker T. Jones - keyboard
- Isaac Hayes - orgel
- Al Jackson, Jr. - trummor
- Billy Purser (Gary Burbank) - trummor
- Rick Keefer - bas

## Diskografi
Studioalbum
- Last Night! (1961)
- Do the Pop-Eye With The Mar-Keys (1962)
- The Great Memphis Sound (1966)
- Back to Back (1967) (The Mar-Keys / Booker T. & The M.G.'s)
- Mellow Jelly (1968)
- Damifiknow! (1969)
- Memphis Horns (1970)
- Memphis Experience (1971)

Livealbum
- Back to Back (1967)

EP
- Last Night (1961)
- Pop-Eye Stroll (1963)

Singlar
- Last Night / Night Before (1961)
- Morning After / Diana (1961)
- About Noon / Sack O-Woe (1961)
- Foxy / One Degree North (1961)
- Pop-Eye Stroll / Po-Dunk (1962)
- Whot's Happenin' / You Got It (1962)

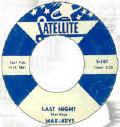
Last Night

- Sack O Woe / Sailor Man Waltz (1962)
- Bo-Time / The Dribble (1963)
- Bush Bash / Beach Bash (1964)
- Banana Juice / The Shovel (1965)
- Grab This Thing (Part 1) / Grab This Thing (Part 2) (1965)
- Philly Dog / Honey Pot (1966)
- Double or Nothing / Knock on Wood (1969)